# 10651 ван Лінсхотен
10651 ван Лінсхотен (10651 van Linschoten) — астероїд головного поясу, відкритий 24 вересня 1960 року.
Тіссеранів параметр щодо Юпітера — 3,344.
Названо на честь нідерландського мандрівника та історика Яна Гюйгена ван Лінсхотена (нід. Jan Huygen van Linschoten, 1563 — 1611).